# Шитко, Дарья Александровна
Дарья Александровна Шитко (Тихова) (род. 15 февраля 1986 года, Херсон, Украинская ССР) — украинская спортсменка, выступающая в пулевой стрельбе из винтовки.

## Биография
Любовь к спорту и активному отдыху привил Дарье папа, который водил дочку и в бассейн, и на гимнастику, однако, она долго не могла определиться с видом спорта. В школе занималась танцами, пением и вышиванием. Но в восьмом классе начала заниматься стрельбой:

И уже, когда училась в классе, по-моему, в 8-м я просто для себя решила походить в секцию стрельбы. Сначала, никто не думал, что удастся выйти на высокий уровень, ведь стрельбой начинают заниматься на год-два раньше, чем я. Но уже через год я начала показывать первые результаты и меня пригласили учиться в херсонское спортивное училище олимпийского резерва. Дальше была юниорская сборная Украины — в 11 классе я впервые поехала на чемпионат Европы. Поэтому за каких-то три года я вышла на неплохой уровень. Оказалось, что стрельба — это действительно моё.

В настоящее время Дарья Шитко является членом сборной команды Украины. Тренируется у Нины Масловой.

## Спортивные достижения
- многократная чемпионка и призёр чемпионатов Украины и Кубков Украины
- рекордсмен Украины
- победитель Этапа Кубка Мира
- многократная чемпионка и призёр Чемпионатов Европы
- участница Олимпийских игр в Пекине (20-е место в стрельбе из винтовки на 50 м из 3 положений)

## Заслуги
- Национальный Олимпийский комитет Украины признал Дарью Шитко лучшей спортсменкой июля Украины в 2009 году. Приз НОК и почетную грамоту вручил Президент НОК Украины Сергей Бубка.
- Федерация стрельбы Украины и её тренерский Совет назвал Дарью Шитко (Тихову) лучшей спортсменкой ФСУ в мае и сентябре 2009 года.